# Frak

Frak współczesny

Frak, także white tie – najelegantszy męski strój wieczorowy, używany tylko przy szczególnie uroczystych okazjach, jak np. ślub lub uroczysty bal. Nie należy mylić go z żakietem (jaskółką). Zwyczajowo fraki noszą dyrygenci, zawodowi tancerze podczas turniejów tańca towarzyskiego oraz kelnerzy w eleganckich restauracjach (dla odróżnienia od gości używają czarnych muszek).

## Budowa

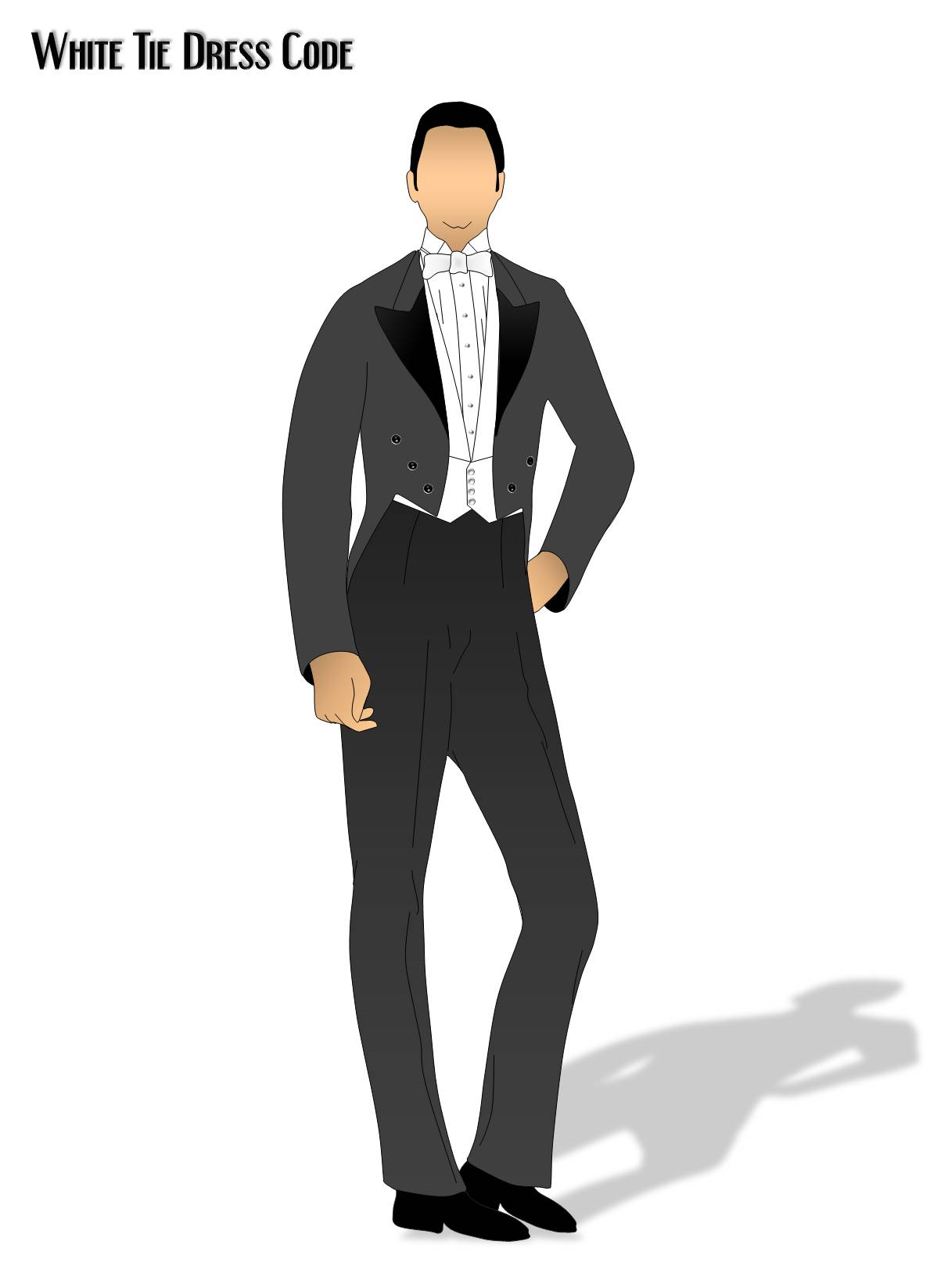
Frak

Frak składa się z charakterystycznej marynarki o długich połach, porównywanych z ogonem jaskółki. Pomimo że ma z przodu równoległe rzędy guzików, frak nie jest z przodu zapinany. Wyłogi fraka są ozdobione błyszczącą satyną. Do fraka nosi się spodnie bez mankietów, z dwoma lampasami ozdabiającymi szew boczny. Dodatkowo posiadają też szelki. Ważnym elementem stroju jest biała kamizelka z pikowej bawełny i biała usztywniona z przodu koszula z zagiętymi rożkami kołnierzyka. Całość uzupełniać powinna biała muszka, również z pikowej bawełny, czarne lakierki i długie, czarne skarpetki. Do fraka nosi się zegarek na łańcuszku. W brustaszy biała poszetka.

## Historia

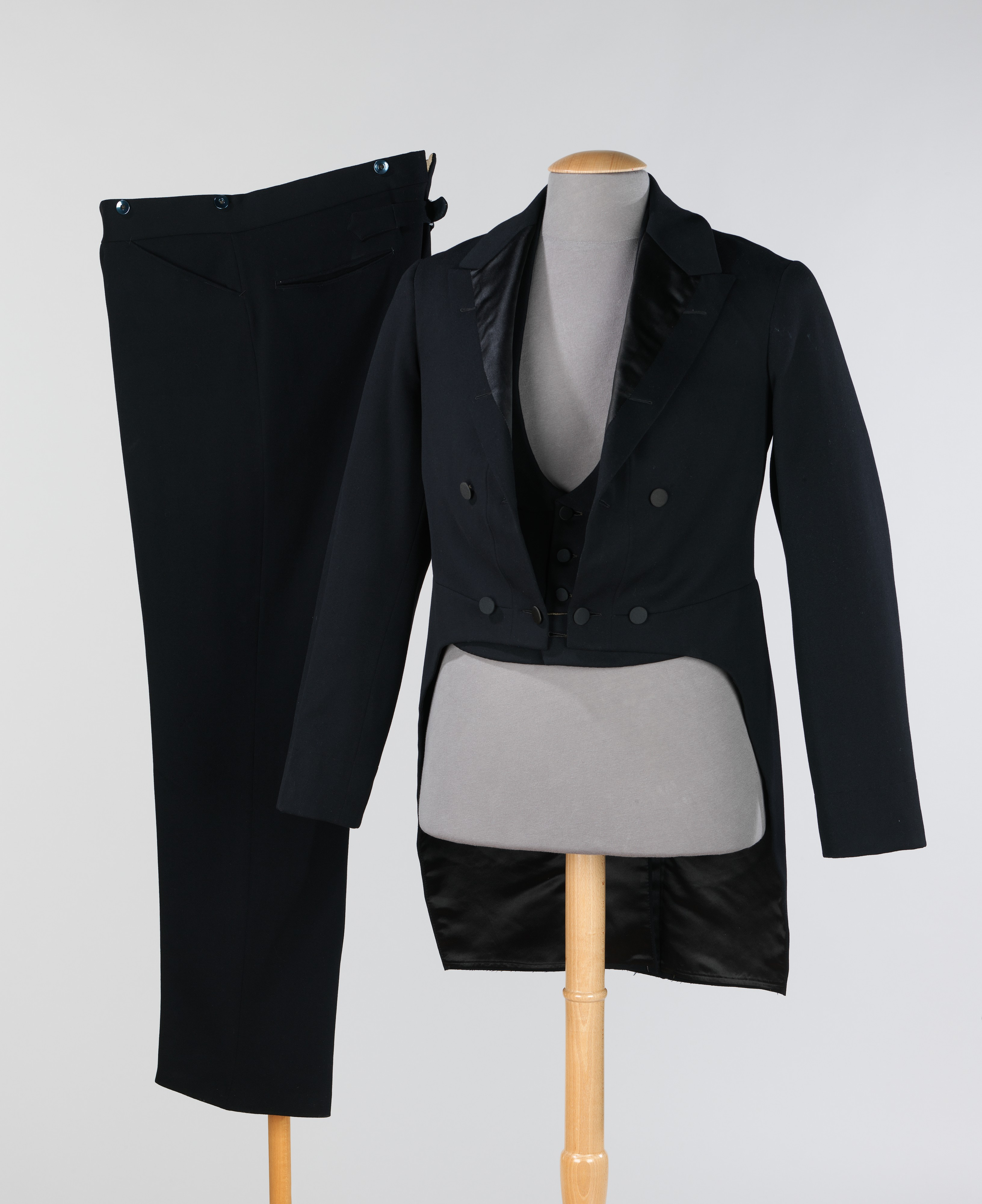
Frak z XIX w.

W XVIII w. frak stanowił ubiór dzienny, był rozwinięciem ubioru żołnierskiego i angielskiej mieszczańskiej peleryny sukiennej. Współcześnie jest wyłącznie strojem wieczorowym, a jedynym wyjątkiem (zgodnie z etykietą) dopuszczającym jego noszenie w ciągu dnia jest używanie go jako stroju dworskiego podczas audiencji u króla, królowej, papieża lub na gali orderowej.